# Girolamo Verallo
Girolamo Verallo (* um 1497 in Cori, Kirchenstaat; † 10. Oktober 1555 in Rom) war ein italienischer Geistlicher, Bischof und Kardinal.
Varallo war das älteste von zwölf Kindern von Girolamo Verallo, einem römischen Arzt, und Giulia Jacovazzia. Gleichzeitig war er Neffe von Domenico Giacobazzi.
Nach dem Jurastudium reiste er nach Rom und wurde Referendar an den Gerichtshöfen der Apostolischen Signatur. Am 26. November 1534 wurde er Revisor der Römischen Rota. Er wurde auch Auditor des Apostolischen Palastes. Zusammen mit Latino Giovenale Manetti wurde er 1535 im Rahmen einer diplomatischen Mission zu Kaiser Karl V. und Franz I. von Frankreich geschickt, um nach dem Tod von Giovanni Maria Varano, des letzten Herzogs von Camerino, über die Nachfolge im Herzogtum zu beraten. Von 1537 bis Februar 1540 war er Nuntius in der Republik Venedig. Er war einer der Unterstützer von Ignatius von Loyola und der ersten Jesuiten.
Am 20. August 1540 wurde er zum Bischof von Bertinoro ernannt. Von 17. Juni 1541 bis März 1545 war Apostolischer Nuntius beim römisch-deutschen König und späteren Kaiser, Ferdinand I. Am 14. November 1541 folgte dann die Ernennung zum Bischof von Caserta. Im August 1542 reiste er mit Otto Truchsess von Waldburg zum Reichstag nach Nürnberg, um die päpstliche Bulle Initio nostri huius pontificatus zu verlesen, die die Einladung für das Konzil von Trient enthielt. Am 14. November 1544 wechselte er auf den erzbischöflichen Stuhl von Rossano. Von Februar 1545 bis 1547 war er Nuntius in Österreich.
Papst Paul III. erhob ihn am 8. April 1549 zum Kardinal. Am 10. Mai 1549 wurde ihm die Titelkirche Santi Silvestro e Martino ai Monti zugewiesen. Am 9. November 1549 wurde er zum Erzbischof ad personam von Capaccio ernannt. Er nahm am Konklave 1549–1550, welches Julius III. wählte, teil. Um 1551 gab er das Erzbistum Rossano zugunsten seines Bruders Paolo Emilio Verallo ab und am 1. März 1553 das Bistum Capaccio. Von 1552 bis 1553 war er Präfekt der Apostolischen Signatur und Mitglied der Römischen Inquisition. Am 4. April 1553 spendete er Giovanni Battista Castagna, seinem Neffen sowie seinem Nachfolger als Erzbischof von Rossano und späteren Papst Urban VII., die Bischofsweihe. Am 29. November 1553 übertrug ihm Papst Julius III. die Titelkirche San Marcello al Corso. Später nahm er am Konklave April 1555, welches Marcellus II. wählte, und dem Konklave Mai 1555, aus dem Paul IV. hervorging, teil.
Verallo wurde in Sant’Agostino in Campo Marzio beigesetzt.